# Lies (canção de McFly)
"Lies" ("Mentiras", em inglês) é o décimo quinto single da banda britânica McFly. Lies não está na versão de Radio:Active distribuída gratuitamente com cópias do jornal The Mail on Sunday em julho de 2008, estando presente apenas na versão deluxe do álbum.
O video da canção, dirigido por Chris Hopewell e Ben Foley, estreou na MTV Brasil em 7 de Outubro de 2008.
A música fez parte da trilha sonora internacional da novela brasileira Caminho das Índias.

## Faixas

### CD 1
1. "Lies"
2. "The Winner Takes It All" (acústico)

### CD 2
1. "Lies"
2. "Going Through the Motions" (ao vivo)
3. "The End" (acústico)

- Entrevista com a banda

### DVD
- Lies (vídeo)
- Documentário - Atrás das cenas (parte I)
- Lies (áudio)

## Paradas musicais
| Parada (2008)                  | Melhor posição |
| ------------------------------ | -------------- |
| UK Singles Chart               | 4              |
| Irish Singles Chart            | 30             |
| Chilean Singles Chart          | 84             |
| UK Download Chart              | 16             |
| EUA Billboard European Hot 100 | 14             |
| Euro 200 Singles Chart         | 24             |